# Sutrayana
Le Sūtrayāna (Sanskrit : सूत्रयान) est la triple classification indo-tibétaine des yânas. Un yâna est un mode de pratique bouddhiste qui mène à la réalisation de la vacuité. Les trois yânas du Sutrayana sont Sravakayana ou Pratyekabuddhayāna (en), Mahayana et Vajrayana. Le troisième yâna, Vajrayana, comprend le Tantrisme et le Dzogchen. Le plus souvent, le Sūtrayāna est une classification utilisée dans le Vajrayāna pour désigner les véhicules du Śrāvakayānana et Mahāyāna, basés sur les sutras, dans leur ensemble. Dans ce contexte, le Sūtrayāna est également connu comme le véhicule occasionnel, comme les six Paramita, les trente-sept facteurs d'éveil, des disciplines éthiques et intellectuelles ainsi qu'une variété de méthodes sont pratiqués pour atteindre le résultat final. La bouddhéité apparaît comme résultat lorsque toutes ces causes sont complètes. Le Le Sūtrayāna (Sanskrit : सूत्रयान) est la triple classification indo-tibétaine des yânas. Un yâna est un mode de pratique bouddhiste qui mène à la réalisation de la vacuité. Les trois yânas du Sutrayana sont Sravakayana ou Pratyekabuddhayāna, Mahayana et Vajrayana. Le troisième yâna, Vajrayana, comprend le Tantrisme et le Dzogchen. Le plus souvent, le Sūtrayāna est une classification utilisée dans le Vajrayāna pour désigner les véhicules du Śrāvakayānana et Mahāyāna, basés sur les sutras, dans leur ensemble. Dans ce contexte, le Sūtrayāna est également connu comme le véhicule occasionnel, comme les six Paramita, les trente-sept facteurs d'éveil, des disciplines éthiques et intellectuelles ainsi qu'une variété de méthodes sont pratiqués pour atteindre le résultat final. La bouddhéité apparaît comme résultat lorsque toutes ces causes sont complètes. Le vajrayāna, véhicule basé sur le mahāyāna, sur les sutras ainsi que sur les tantras, est également connu comme le véhicule résultant du chemin qui n'est pas basé uniquement sur la connaissance de la cause, mais s'identifie directement avec la réalisation - l'essence fondamentalement pure de l’esprit, ou nature de bouddha, véhicule basé sur le mahāyāna, sur les sutras ainsi que sur les tantras, est également connu comme le véhicule résultant du chemin qui n'est pas basé uniquement sur la connaissance de la cause, mais s'identifie directement avec la réalisation - l'essence fondamentalement pure de l’esprit, ou nature de bouddha.